# V505 Persei
V505 Persei (V505 Per / HD 14384 / HIP 10961) es una estrella variable en la constelación de Perseo situada a 198 años luz del sistema solar.
Su brillo varía entre magnitud aparente +6,87 y +7,46.
V505 Persei es una binaria eclipsante compuesta por dos estrellas amarillas de tipo F5V.
Ambas son muy parecidas con temperaturas efectivas de 6512 ± 21 K para la componente principal y 6462 ± 12 K para la secundaria.
La primera es un 27% más masiva que el Sol y tiene un radio de 1,29 radios solares.
Brilla con una luminosidad 2,67 veces mayor que la luminosidad solar y parece ser que, dentro de la evolución estelar, está comenzando a abandonar la secuencia principal.
Su acompañante tiene una masa de 1,25 masas solares y su radio es un 27% más grande que el del Sol.
Es 2,51 veces más luminosa que el Sol.
Ambas giran sobre sí mismas con una velocidad de rotación proyectada de 15,3 km/s.
La metalicidad de esta binaria es un 24% inferior a la solar y su edad se estima en 900 millones de años.
El período orbital del sistema es de 1,9009 días (45,62 horas) y el semieje mayor de la órbita es de 0,04 UA. En los eclipses el brillo de la estrella disminuye 0,59 magnitudes. 
Pese a la proximidad entre ambas componentes, el sistema no constituye una binaria de contacto.